# Damer de la centàurea
El damer de la centàurea (Melitaea phoebe) és una espècie de lepidòpter papilionoïdeu de la família dels nimfàlids (Nymphalidae) present als Països Catalans.

## Descripció

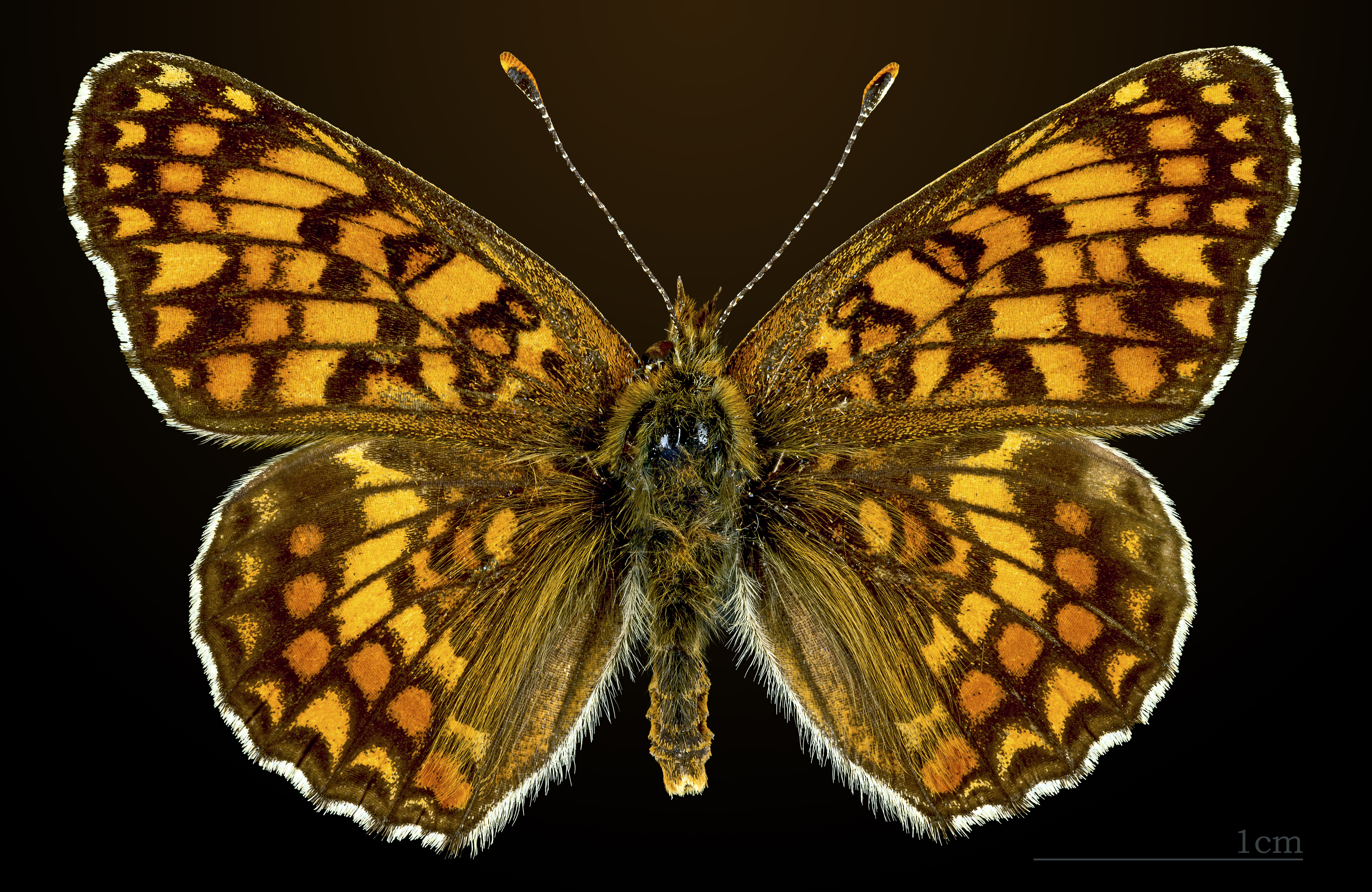
♂
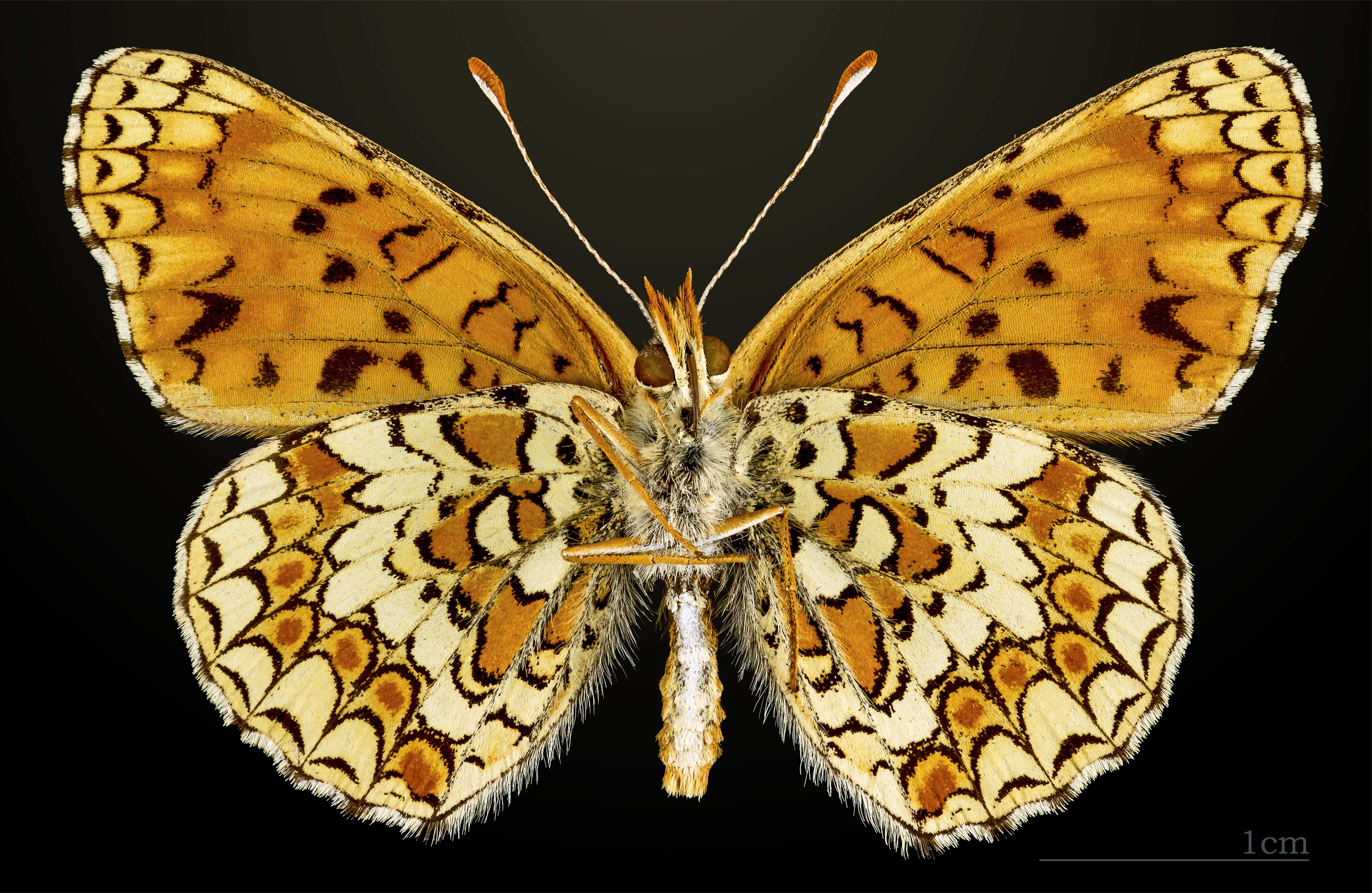
♂ △
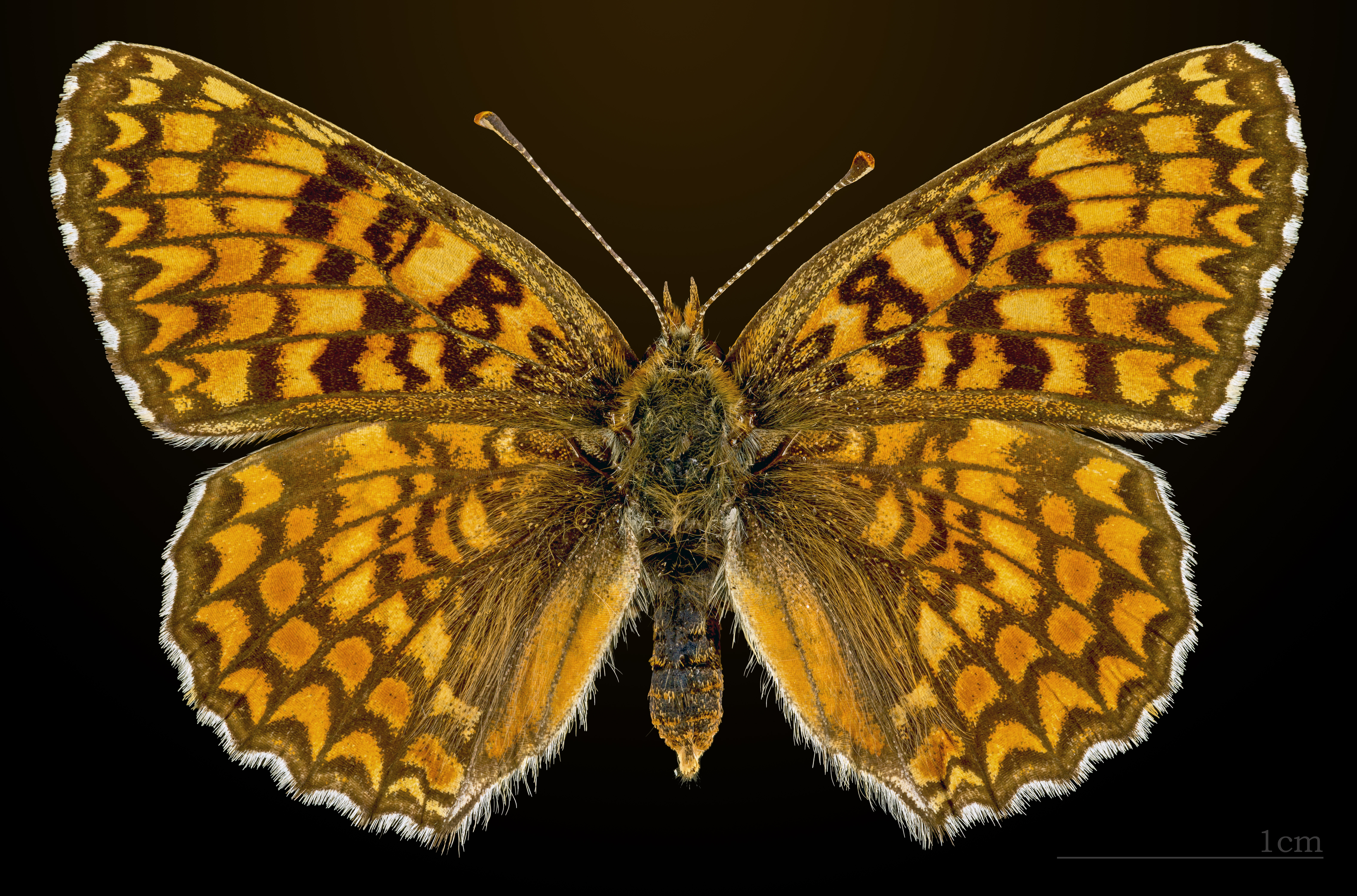
♀
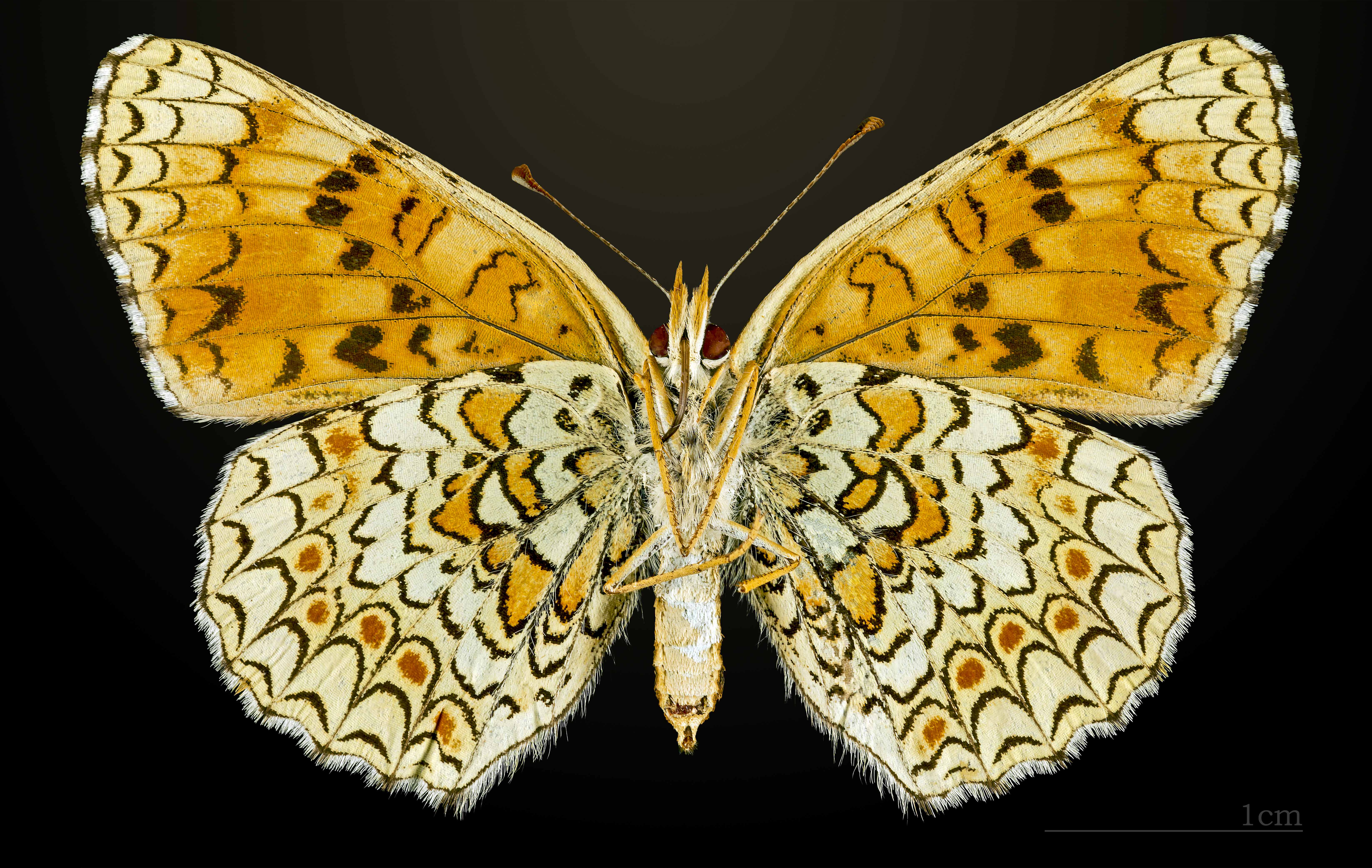
♀ △

## Distribució
Nord d'Àfrica, Europa, Turquia, Orient Mitjà, centre d'Àsia, Mongòlia i nord de la Xina. Present a tota la península Ibèrica.

## Hàbitat
Divers: zones herboses, seques, obertes i amb flors. L'eruga s'alimenta de diverses espècies de Centaurea.

## Període de vol i hibernació
Normalment bivoltina amb la primera generació entre mitjans d'abril i mitjans de juny i la segona entre finals de juny i començaments de setembre; voltinisme incert a gran altitud. Hiberna com a larva en nius de seda.